# Munizipalität Sagaredscho
Die Munizipalität Sagaredscho (georgisch საგარეჯოს მუნიციპალიტეტი, Sagaredschos munizipaliteti) oder Sagarejo ist eine Verwaltungseinheit (etwa entsprechend einem Landkreis) in der Region Kachetien im Osten Georgiens.

## Geographie
Verwaltungszentrum der Munizipalität Sagaredscho ist die Kleinstadt Sagaredscho. Die 1491 km² große Munizipalität grenzt im Westen an die Munizipalität Gardabani der Region Niederkartlien, im Nordwesten bis Norden auf einem relativ kurzen Abschnitt an die Munizipalitäten Mzcheta und Tianeti der Region Mzcheta-Mtianeti, von Nordosten bis Südosten an die kachetischen Munizipalitäten Achmeta, Telawi, Gurdschaani und Sighnaghi sowie im Süden an die Republik Aserbaidschan.
Durch den nordöstlichen Teil der Munizipalität zieht sich der Gombori-Kamm, der in diesem Teil seine größte Höhe erreicht. Der höchste Gipfel Ziwi mit 1991 m liegt jedoch in der benachbarten Munizipalität Telawi unweit der Grenze; die höchsten Erhebungen des Kammes auf dem Territorium der Munizipalität Sagaredscho sind Schatis Mta und Lolostini mit jeweils 1862 m. Im äußersten Nordwesten der Munizipalität, westlich des Flusses Iori erstreckt sich in Richtung Kura das Sagurami-Gebirge mit dem 1874 m hohen Ialno-Kamm. Der zentrale und südliche Teil der Munizipalitär wird vom trockenen und dünn besiedelten Iori-Hochland eingenommen.

## Bevölkerung und Verwaltungsgliederung
Die Einwohnerzahl beträgt 52.300 (Stand: 2021). 2014 hatte die Munizipalität mit 51.761 weniger Einwohner gegenüber der vorangegangenen Volkszählung (59.212 Einwohner 2002), aber die Abnahme war weniger stark als im georgischen Durchschnitt.
In der Munizipalität ist der Bevölkerungsanteil an Aserbaidschanern mit 31,9 % (2002) relativ hoch – nur übertroffen von mehreren Munizipalitäten in der westlich benachbarten Region Niederkartlien. Diese leben überwiegend in mehreren Dörfern im Osten der Munizipalität.
Bevölkerungsentwicklung
Anmerkung: Volkszählungsdaten

Die größten Ortschaften neben der Stadt Sagaredscho (10.871 Einwohner) sind mit jeweils über 2.500 Einwohnern die Dörfer Kakabeti, Kwemo Lambalo, Manawi, Patardseuli, Semo Lambalo und Tulari (2014).
Die Munizipalität gliedert sich in den eigenständigen Hauptort Sagaredscho sowie 24 Gemeinden (georgisch temi, თემი beziehungsweise bei nur einer Ortschaft einfach „Dorf“, georgisch sopeli, სოფელი) mit insgesamt 46 Ortschaften (davon zwei ihne ständige Einwohner):
| Gemeinde          | Anzahl Ortschaften | Einwohner (2014) |
| ----------------- | ------------------ | ---------------- |
| Badiauri          | 1                  | 1286             |
| Chaschmi          | 1                  | 1632             |
| Didi Tschailuri   | 1                  | 850              |
| Dusagrama         | 3                  | 1839             |
| Giorgizminda      | 4                  | 2455             |
| Gombori           | 5                  | 888              |
| Iormughanlo       | 2                  | 4607             |
| Kakabeti          | 1                  | 2771             |
| Kotschbaani       | 7 1                | 318              |
| Lambalo           | 2                  | 5980             |
| Manawi            | 2                  | 2801             |
| Msisguli          | 1                  | 578              |
| Ninozminda        | 1                  | 1904             |
| Patara Tschailuri | 1                  | 890              |
| Patardseuli       | 1                  | 2829             |
| Qandaura          | 2                  | 1039             |
| Sataple           | 1                  | 74               |
| Schibliani        | 1                  | 456              |
| Tochliauri        | 1                  | 983              |
| Tulari            | 2                  | 4445             |
| Udabno            | 1                  | 597              |
| Udscharma         | 3                  | 479              |
| Werchwiani        | 1                  | 495              |
| Zqarostawi        | 1                  | 694              |

## Sehenswürdigkeiten
In der Munizipalität Sagaredscho liegt das Dorf Udscharma, das im Mittelalter ein bedeutendes politisches Zentrum des Landes war. In Udscharma wurde im 5. Jahrhundert vom georgischen König Wachtang I. Gorgassali eine Residenz errichtet. Unweit des Dorfes in die Festung Udscharma erhalten. Ein herausragendes Baudenkmal ist außerdem das nahe der Grenze zu Aserbaidschan gelegene Kloster Dawit Garedscha, ein bedeutendes religiöses Zentrum des mittelalterlichen Georgiens.